# Dover (Tennessee)
Dover és una població dels Estats Units a l'estat de Tennessee. Segons el cens del 2000 tenia 1.442 habitants.

## Demografia
Segons el cens del 2000, Dover tenia 1.442 habitants, 608 habitatges, i 373 famílies. La densitat de població era de 146,5 habitants/km².
Dels 608 habitatges en un 23% hi vivien nens de menys de 18 anys, en un 49,3% hi vivien parelles casades, en un 7,2% dones solteres, i en un 38,5% no eren unitats familiars. En el 36,3% dels habitatges hi vivien persones soles el 21,7% de les quals corresponia a persones de 65 anys o més que vivien soles. El nombre mitjà de persones vivint en cada habitatge era de 2,21 i el nombre mitjà de persones que vivien en cada família era de 2,88.
Per edats la població es repartia de la següent manera: un 19,4% tenia menys de 18 anys, un 5,1% entre 18 i 24, un 24,2% entre 25 i 44, un 24,1% de 45 a 60 i un 27,3% 65 anys o més.
L'edat mediana era de 46 anys. Per cada 100 dones de 18 o més anys hi havia 80,2 homes.
La renda mediana per habitatge era de 33.839 $ i la renda mediana per família de 42.266 $. Els homes tenien una renda mediana de 27.227 $ mentre que les dones 21.563 $. La renda per capita de la població era de 18.483 $. Entorn del 8,1% de les famílies i l'11,1% de la població estaven per davall del llindar de pobresa.

## Poblacions més properes
El següent diagrama mostra les poblacions més properes.